# Darwine
Mit Darwine können bestimmte Windows-Programme unter Mac OS X ausgeführt werden, ohne Windows installieren zu müssen. Das Darwine-Projekt portiert dazu Wine auf Mac OS X. Der Name Darwine ist dabei eine Kombination aus Darwin, das die Betriebssystem-Grundlage von Mac OS X bildet, sowie Wine.
Darwine stellt dabei eine Kompatibilitätschnittstelle für Windows Funktionsaufrufe zur Verfügung und übersetzt diese Aufrufe in Darwin und X11 Aufrufe. Damit benötigt Darwine ein installiertes X11, das im Bedarfsfall von der Mac OS X-Installations-DVD nachinstalliert werden kann.
Inzwischen wird der inoffizielle Build von Darwine unter dem Namen Wine weitergeführt. Wine ist nun Bestandteil des WineBottler-Installationspaketes, mit dem mehrere Windows-Laufzeitumgebungen verwaltet werden können.
Die Portierung von Wine auf Mac OS X wurde einfacher, als Apple seinen Wechsel von der PowerPC-Prozessorarchitektur zu x86-kompatiblen Intel-Prozessoren durchführte, und der bei Windows-Anwendungen verwendete x86-Code nicht erst in PowerPC-Code umgewandelt werden muss.